# Лакі Мутале
Лакі Мутале (англ. Lucky Mutale; 17 лютого 1955) — замбійський боксер, чемпіон Всеафриканських ігор.

## Аматорська кар'єра
Кваліфікувався на Олімпійські ігри 1976, але через бойкот Ігор африканськими країнами, до яких долучилася Замбія, не вийшов на перший поєдинок олімпійського турніру, отримавши технічну поразку від Орландо Мальдонадо (Пуерто-Рико).
На Всеафриканських іграх 1978 переміг у фіналі Еммануеля Млундва (Танзанія) і завоював золоту медаль в категорії до 51 кг.
На Іграх Співдружності 1978 програв у другому бою Яну Клайду (Канада).
На Олімпійських іграх 1980 в категорії до 54 кг програв у другому бою Думітру Чіпере (Румунія).